# Îles Andreanof
Les îles Andreanof (en aléoute : Niiĝuĝin tanangis) forment un groupe d'îles des îles Aléoutiennes au sud-ouest de l'Alaska. Elle s'étendent sur environ 440 kilomètres et furent nommées ainsi par le navigateur russe Andreïan Tolstykh, qui fut le premier à les explorer en 1761.
Elles sont situées entre le détroit d'Amchitka et le groupe des îles Rat à l'ouest et détroit d'Amukta et le groupe des îles des Quatre-Montagnes à l'est. La superficie totale des îles (en incluant les îles Delarof) est de 3 925 km2. La population totale est de 412 personnes (au dernier recensement américain de 2000), la plupart vivant dans le village d'Adak sur l'île du même nom.

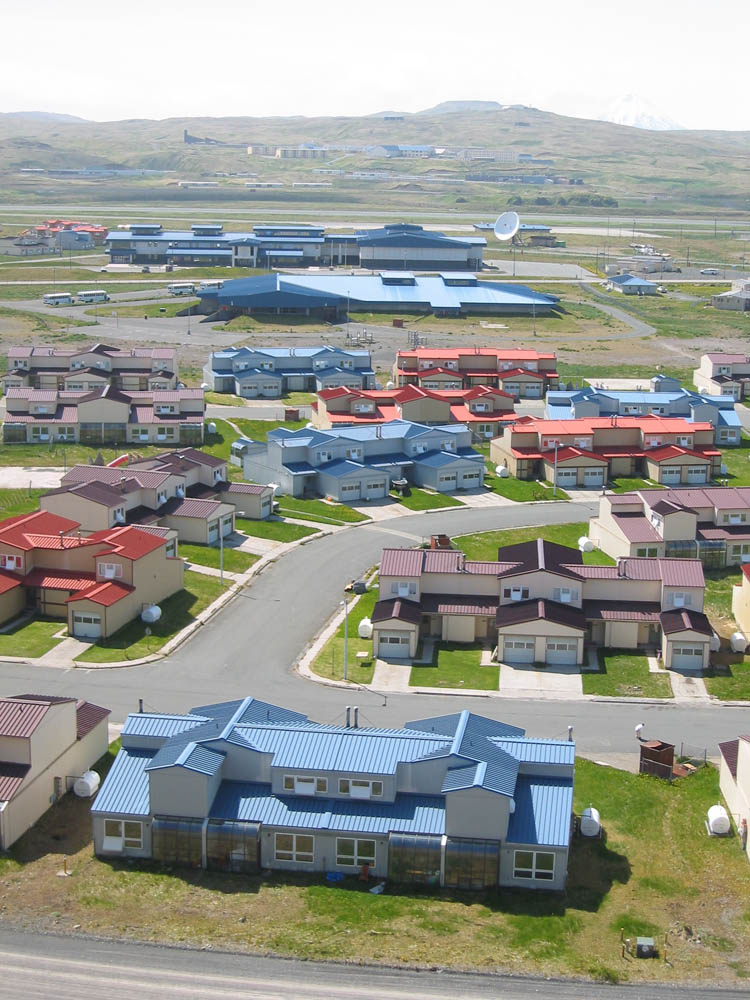
Le village d'Adak

Les îles Delarof, un sous-groupe des îles Andreanof, en sont les îles les plus occidentales. À l'extrême-ouest se trouvent de petites îles inhabitées, comme la Petite Tanaga et l'île Chisak.
Les plus grandes îles Andreanof sont, d'ouest en est : 
- Île Gareloi
- Tanaga
- Kanaga
- Adak
- Kagalaska
- Île Great Sitkin
- Atka
- Amlia
- Seguam

Ces îles sont habituellement brumeuses et le vent y souffle de manière presque constante d'où l'absence d'arbres. De nombreux tremblements de terre se produisent chaque année dont beaucoup de magnitude supérieure à 5.
Quelques bases militaires des forces armées des États-Unis furent construites sur ces îles durant la Seconde Guerre mondiale. Les bases de l'île Adak furent agrandies et devinrent permanentes après la guerre mais furent ensuite démantelées en 1995 à la fin de la guerre froide.